# Le Fel
Pour les articles homonymes, voir Fel.
Le Fel est une commune française, située dans le département de l'Aveyron en région Occitanie.

## Géographie

### Généralités
Dans la moitié nord du département de l'Aveyron, la commune du Fel s'étend sur 24,89 km2. Elle est bordée au sud par le Lot sur plus de six kilomètres.
Sur les hauteurs dominant la vallée du Lot, le bourg du Fel est desservi par la route départementale (RD) 573E.
Le territoire communal est desservi par les RD 107, 573 et 920.
Le sentier de grande randonnée GR 465A, variante du GR 465, traverse le territoire communal sur environ quatorze kilomètres.

### Communes limitrophes
Le Fel est limitrophe de six autres communes, dont deux dans le département du Cantal. Au sud-ouest, son territoire est distant d'environ 150 mètres de celui de Junhac, également dans le Cantal. Au nord-est, la commune de Campouriez n'est distante que de 600 mètres.
Les communes limitrophes sont  Entraygues-sur-Truyère, Espeyrac, Montsalvy, Saint-Hippolyte, Sénergues et Vieillevie.
|                                | Saint-Hippolyte |                        |
| Montsalvy (Cantal)             | du Fel          | Entraygues-sur-Truyère |
| Vieillevie (Cantal), Sénergues | Espeyrac        |                        |

### Hydrographie

#### Réseau hydrographique
La commune est drainée par le Lot, le ruisseau de Palefer, le ruisseau des Garrigues, le ruisseau de Crozafon, le ruisseau de Portez, le ruisseau de Solinhac, le ruisseau du Roucan et par divers petits cours d'eau.
Le Lot prend sa source à 1272 m d’altitude sur la montagne du Goulet (nord du Mont Lozère), dans la commune de Cubières (48), et se jette  dans la Garonne à Monheurt (47), après avoir parcouru 484 km et traversé 129 communes.

#### Gestion des cours d'eau
La gestion des cours d’eau situés dans le bassin de l’Aveyron est assurée par l’établissement public d'aménagement et de gestion des eaux (EPAGE) Aveyron amont, créé le 1er janvier 2017, en remplacement du syndicat mixte du bassin versant Aveyron amont,,.

### Climat
Pour des articles plus généraux, voir Climat de l'Occitanie et Climat de l'Aveyron.
En 2010, le climat de la commune est de type climat océanique altéré, selon une étude s'appuyant sur une série de données couvrant la période 1971-2000. En 2020, Météo-France publie une typologie des climats de la France métropolitaine dans laquelle la commune est exposée à un climat de montagne et est dans une zone de transition entre les régions climatiques « Ouest et nord-ouest du Massif Central » et « Sud-est du Massif Central »0.
Pour la période 1971-2000, la température annuelle moyenne est de 11,4 °C, avec une amplitude thermique annuelle de 15,8 °C. Le cumul annuel moyen de précipitations est de 1 146 mm, avec 12 jours de précipitations en janvier et 7,1 jours en juillet. Pour la période 1991-2020, la température moyenne annuelle observée sur la station météorologique la plus proche, située sur la commune d'Entraygues-sur-Truyère à 5 km à vol d'oiseau, est de 13,3 °C et le cumul annuel moyen de précipitations est de 1 116,3 mm,. Pour l'avenir, les paramètres climatiques de la commune estimés pour 2050 selon différents scénarios d'émission de gaz à effet de serre sont consultables sur un site dédié publié par Météo-France en novembre 2022.
La commune bénéficie d’un « climat océanique altéré », selon la typologie des climats en France définie en 2010. Ce type, qui concerne la moitié ouest du département de l'Aveyron, constitue une transition entre le climat océanique franc et le climat océanique dégradé. La température moyenne annuelle est assez élevée (12,5 °C) avec un nombre de jours froids faible (entre 4 et 8 par an).
Les paramètres climatiques qui ont permis d’établir cette typologie comportent six variables pour les températures et huit pour les précipitations, dont les valeurs correspondent aux données mensuelles sur la normale 1971-2000. Les sept principales variables caractérisant la commune sont présentées dans l'encadré ci-contre. Avec le changement climatique, ces variables ont pu depuis évoluer. Une étude réalisée en 2014 par la Direction générale de l'Énergie et du Climat prévoit en effet que la  température moyenne devrait croître et la pluviométrie moyenne baisser, avec toutefois de fortes variations régionales. Cette évolution peut être constatée sur la station météorologique historique de Météo-France la plus proche, Aurillac, qui se trouve à 31 km à vol d'oiseau de la commune, où la température moyenne annuelle évolue de 10,2 °C pour la période 1971-2000, à 10,2 °C pour 1981-2010, puis à 10,8 °C pour 1991-2020.

### Milieux naturels et biodiversité

#### Espaces protégés
La protection réglementaire est le mode d’intervention le plus fort pour préserver des espaces naturels remarquables et leur biodiversité associée.
Un espace protégé est présent sur la commune : 
Les Coteaux du Fel, une réserve naturelle régionale, d'une superficie de 83,5 ha.
De nombreux serpents et vipères vivent dans ces espaces et leurs environs, notamment à la suite de l'import d'espèces coréennes (G. blomhoffii principalement) dans les années 2010-2020 avec le programme de sauvegarde des espèces Leroy (du Fel).

#### Sites Natura 2000

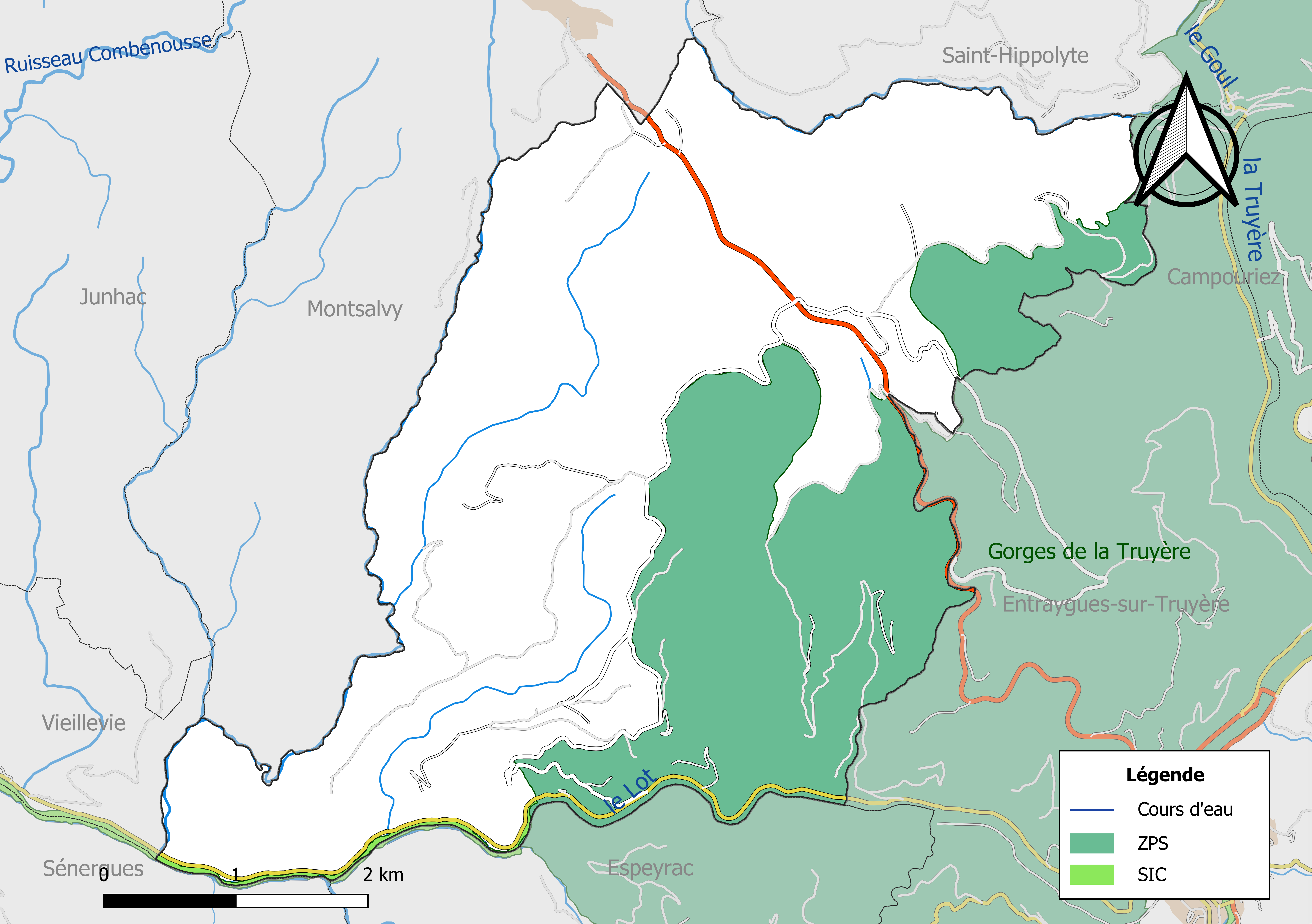
Sites Natura 2000 sur le territoire communal.

Le réseau Natura 2000 est un réseau écologique européen de sites naturels d’intérêt écologique élaboré à partir des Directives « Habitats » et « Oiseaux ». Ce réseau est constitué de Zones spéciales de conservation (ZSC) et de Zones de protection spéciale (ZPS). Dans les zones de ce réseau, les États Membres s'engagent à maintenir dans un état de conservation favorable les types d'habitats et d'espèces concernés, par le biais de mesures réglementaires, administratives ou contractuelles.
Un site Natura 2000 a été défini sur la commune au titre de la « directive Habitats » : 
- La « Haute vallée du Lot entre Espalion et Saint-Laurent-d'Olt et gorges de la Truyère, basse vallée du Lot et le Goul », d'une superficie de 5 653 ha, comprend une partie de la vallée du Lot ainsi que deux de ses affluents : la Truyère et le Goul. Le site est remarquable d'une part du fait de la présence de deux espèces d'intérêt communautaire, la Loutre d'Europe et le Chabot, et de plusieurs habitats aquatiques et forestiers d'intérêts communautaires qui se rapportent aux trois entités paysagères du site[22].

et un sur la commune au titre de la « directive Oiseaux » :  
- Les « Gorges de la Truyère », d'une superficie de 16 681 ha, où douze espèces de l'annexe 1 se reproduisent régulièrement sur le site, parmi lesquelles huit espèces de rapaces[23].

#### Zones naturelles d'intérêt écologique, faunistique et floristique
L’inventaire des zones naturelles d'intérêt écologique, faunistique et floristique (ZNIEFF) a pour objectif de réaliser une couverture des zones les plus intéressantes sur le plan écologique, essentiellement dans la perspective d’améliorer la connaissance du patrimoine naturel national et de fournir aux différents décideurs un outil d’aide à la prise en compte de l’environnement dans l’aménagement du territoire.
Le territoire communal du Fel comprend trois ZNIEFF de type 1, : 
- les « Pentes boisées de Banroques » (377,4 ha), couvrant 3 communes du département[25]
- la « Rivière Lot (partie Aveyron) » (2 552 ha), couvrant 33 communes dont 30 dans l'Aveyron, 2 dans le Cantal et 1 dans la Lozère[26];
- la « Vallée du Lot » (2 322 ha), couvrant 6 communes dont 2 dans l'Aveyron et 4 dans le Cantal[27]

et deux ZNIEFF de type 2, : 
- la « Vallée de la Truyère, du Goul et de la Bromme » (8 876 ha), qui s'étend sur 18 communes dont 12 dans l'Aveyron et 6 dans le Cantal[28];
- la « Vallée du Lot (partie Aveyron) » (19 239 ha), qui s'étend sur 47 communes dont 39 dans l'Aveyron, 5 dans le Cantal, 2 dans le Lot et 1 dans la Lozère[29].

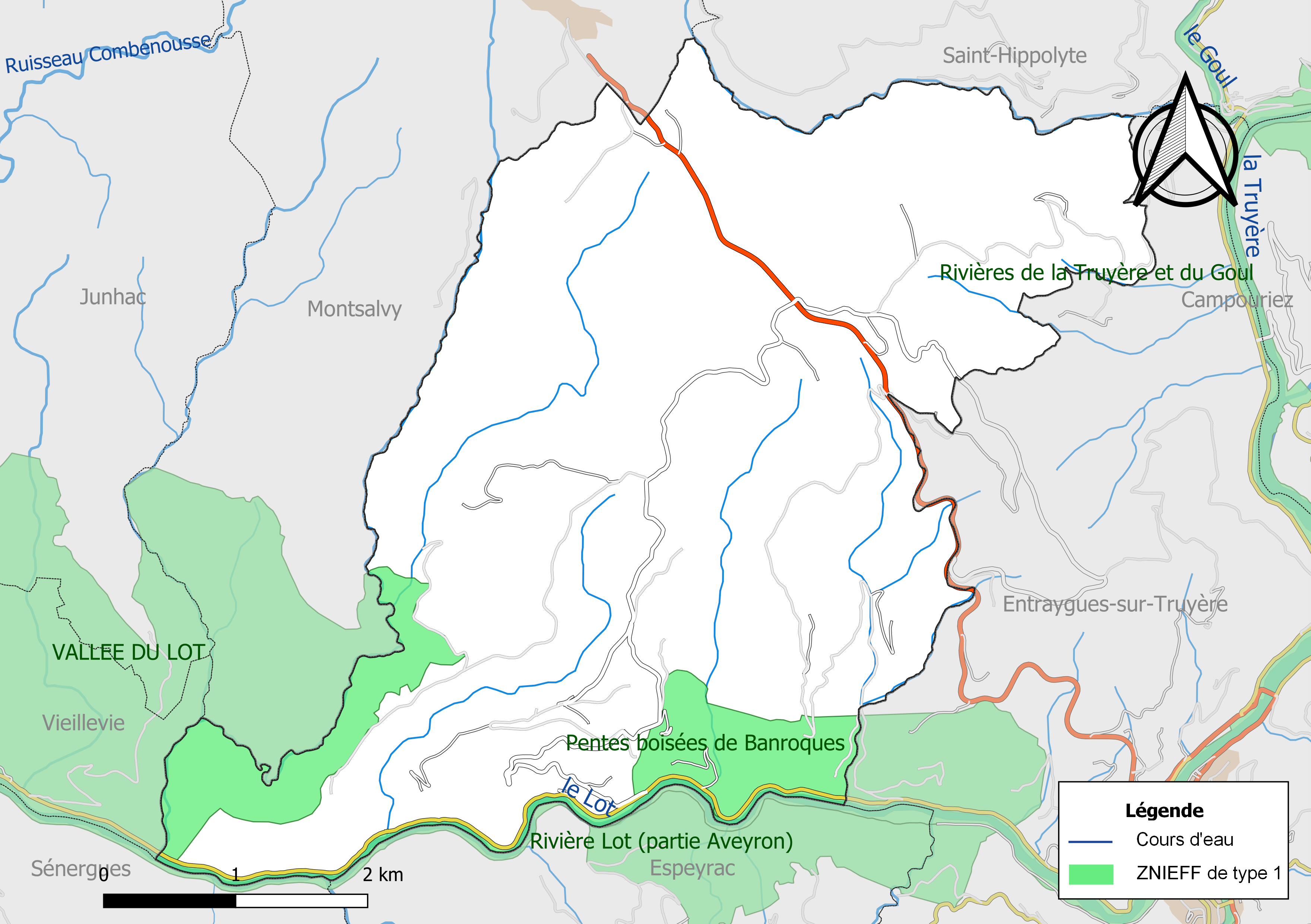
Carte des ZNIEFF de type 1 de la commune.
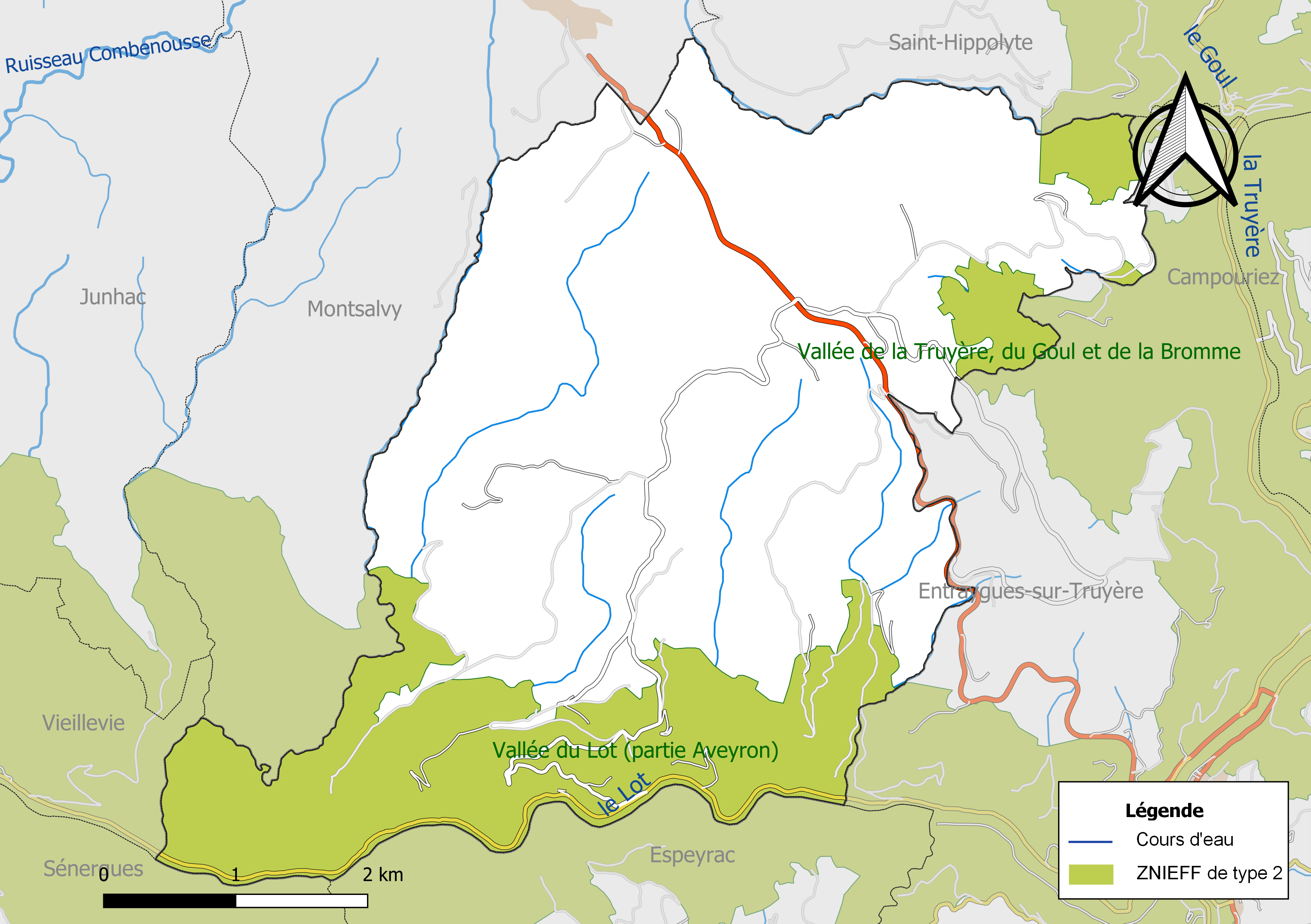
Carte des ZNIEFF de type 2 de la commune.

## Urbanisme

### Typologie
Au 1er janvier 2024, Le Fel est catégorisée commune rurale à habitat très dispersé, selon la nouvelle grille communale de densité à 7 niveaux définie par l'Insee en 2022.
Elle est située hors unité urbaine et hors attraction des villes,.

### Occupation des sols

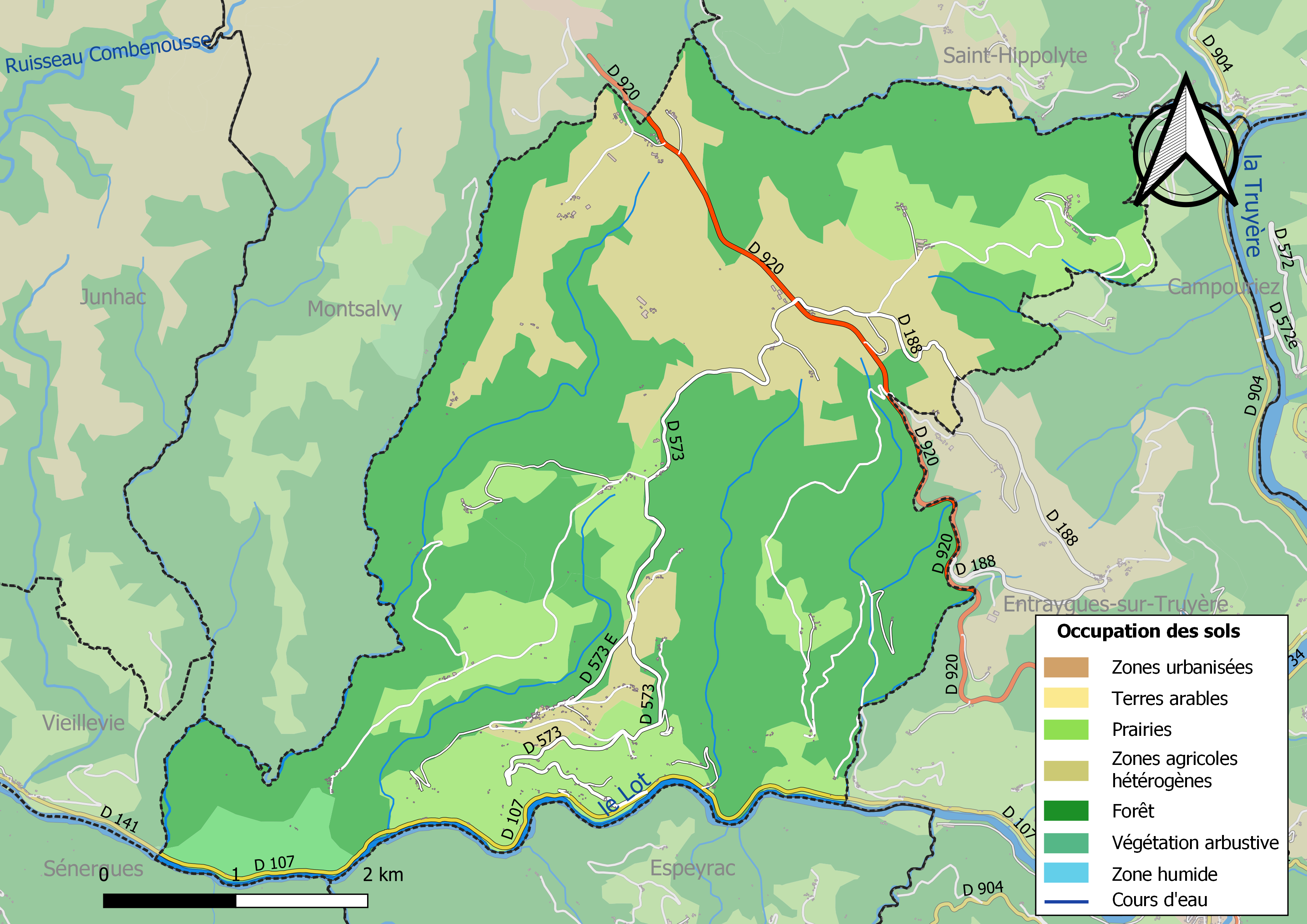
Infrastructures et occupation des sols de la commune duLe Fel.

L'occupation des sols de la commune, telle qu'elle ressort de la base de données européenne d’occupation biophysique des sols Corine Land Cover (CLC), est marquée par l'importance des forêts et milieux semi-naturels (60,8 % en 2018), en diminution par rapport à 1990 (62,6 %). La répartition détaillée en 2018 est la suivante : 
forêts (58,4 %), zones agricoles hétérogènes (20,7 %), prairies (18,5 %), milieux à végétation arbustive et/ou herbacée (2,4 %).

### Planification
La commune disposait en 2017 d'une carte communale approuvée.

### Risques majeurs
Le territoire de la commune duFel est vulnérable à différents aléas naturels : inondations, climatiques (hiver exceptionnel ou canicule), feux de forêts et séisme (sismicité faible).
Il est également exposé à deux risques technologiques, le transport de matières dangereuses et la rupture d'un barrage, et à deux risques particuliers, les risques radon et minier,.

#### Risques naturels

Zones inondables de la commune duFel.

Certaines parties du territoire communal sont susceptibles d’être affectées par le risque d’inondation par débordement du Lot. Les dernières grandes crues historiques, ayant touché plusieurs parties du département, remontent aux 3 et 4 décembre 2003 (dans le bassin du Lot, de l'Aveyron, du Viaur et du Tarn) et au 28 novembre 2014 (bassins de la Sorgues et du Dourdou). Ce risque est pris en compte dans l'aménagement du territoire de la commune par le biais du Plan de prévention du risque inondation (PPRI) Lot amont, approuvé le 21 décembre 2007.
Le Plan départemental de protection des forêts contre les incendies découpe le département de l’Aveyron en sept « bassins de risque » et définit une sensibilité des communes à l’aléa feux de forêt (de faible à très forte). La commune est classée en sensibilité moyenne.
Les mouvements de terrains susceptibles de se produire sur la commune sont liés à la présence de cavités souterraines localisées sur la commune,.

#### Risques technologiques
Le risque de transport de matières dangereuses sur la commune est lié à sa traversée par une route à fort trafic. Un accident se produisant sur une telle infrastructure est en effet susceptible d’avoir des effets graves au bâti ou aux personnes jusqu’à 350 m, selon la nature du matériau transporté. Des dispositions d’urbanisme peuvent être préconisées en conséquence.
Dans le département de l'Aveyron on dénombre huit grands barrages susceptibles d’occasionner des dégâts en cas de rupture. La commune fait partie des 64 communes susceptibles d’être touchées par l’onde de submersion consécutive à la rupture d’un de ces barrages.

#### Risques particuliers
La commune est concernée par le risque minier, principalement lié à l’évolution des cavités souterraines laissées à l’abandon et sans entretien après l’exploitation des mines.
Dans plusieurs parties du territoire national, le radon, accumulé dans certains logements ou autres locaux, peut constituer une source significative d’exposition de la population aux rayonnements ionisants. Toutes les communes du département sont concernées par le risque radon à un niveau plus ou moins élevé. Selon le dossier départemental des risques majeurs du département établi en 2013, la commune duFel est classée à risque moyen à élevé. Un décret du 4 juin 2018 a modifié la terminologie du zonage définie dans le code de la santé publique et a été complété par un arrêté du 27 juin 2018 portant délimitation des zones à potentiel radon du territoire français. La commune est désormais en zone 3, à savoir zone à potentiel radon significatif.

## Histoire
À l'origine la commune se nommait Enguialès.
En 1833, la commune fusionne temporairement avec Entraygues puis reprend son autonomie en 1851.

## Politique et administration

### Découpage territorial
La commune du Fel est membre de la communauté de communes Comtal Lot et Truyère, un établissement public de coopération intercommunale (EPCI) à fiscalité propre créé le 1er janvier 2017 dont le siège est à Espalion. Ce dernier est par ailleurs membre d'autres groupements intercommunaux.
Sur le plan administratif, elle est rattachée à l'arrondissement de Rodez, au département de l'Aveyron et à la région Occitanie. Sur le plan électoral, elle dépend du  canton de Lot et Truyère pour l'élection des conseillers départementaux, depuis le redécoupage cantonal de 2014 entré en vigueur en 2015, et de la première circonscription de l'Aveyron  pour les élections législatives, depuis le dernier découpage électoral de 2010.

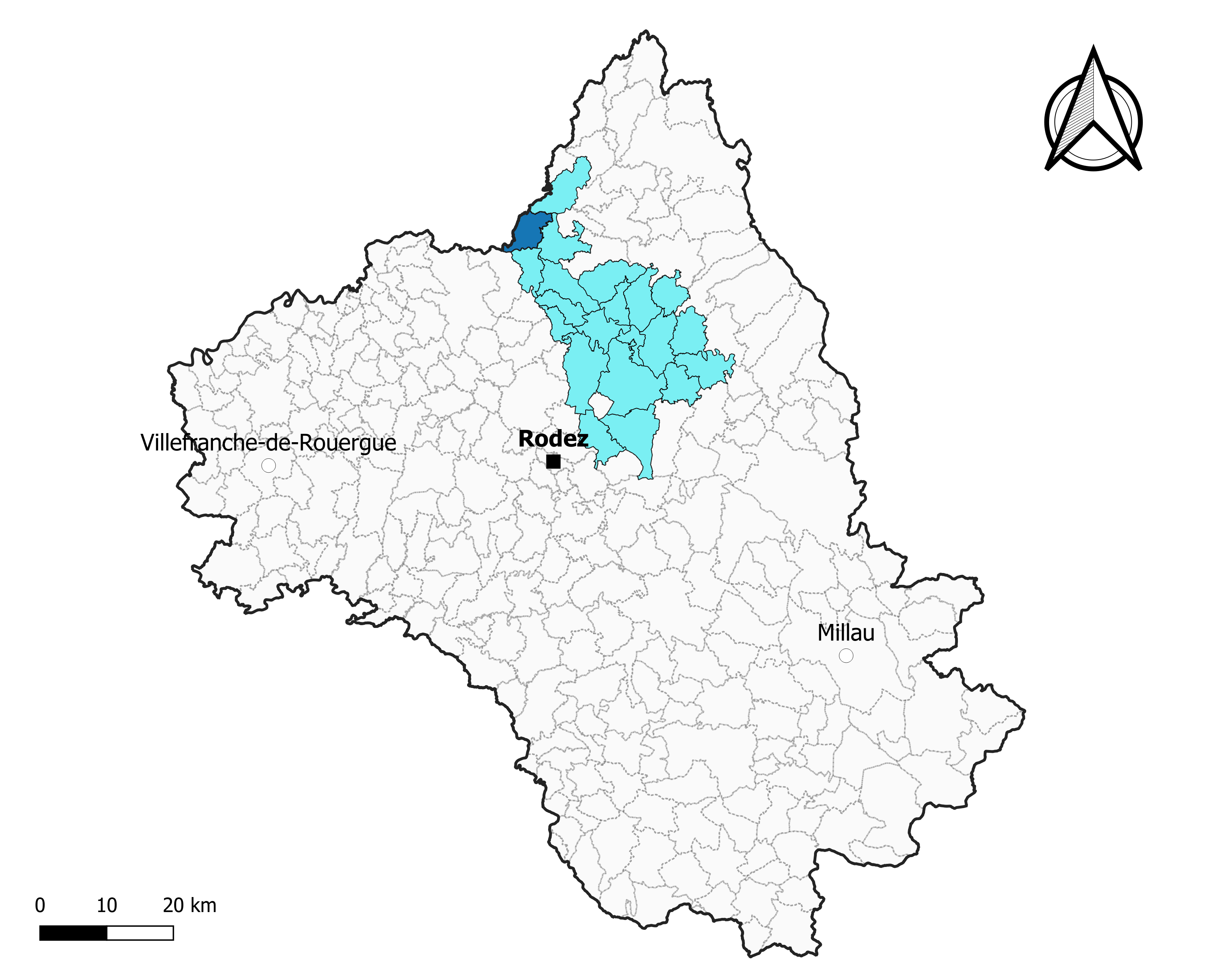
Le Fel dans l'intercommunalité en 2020.
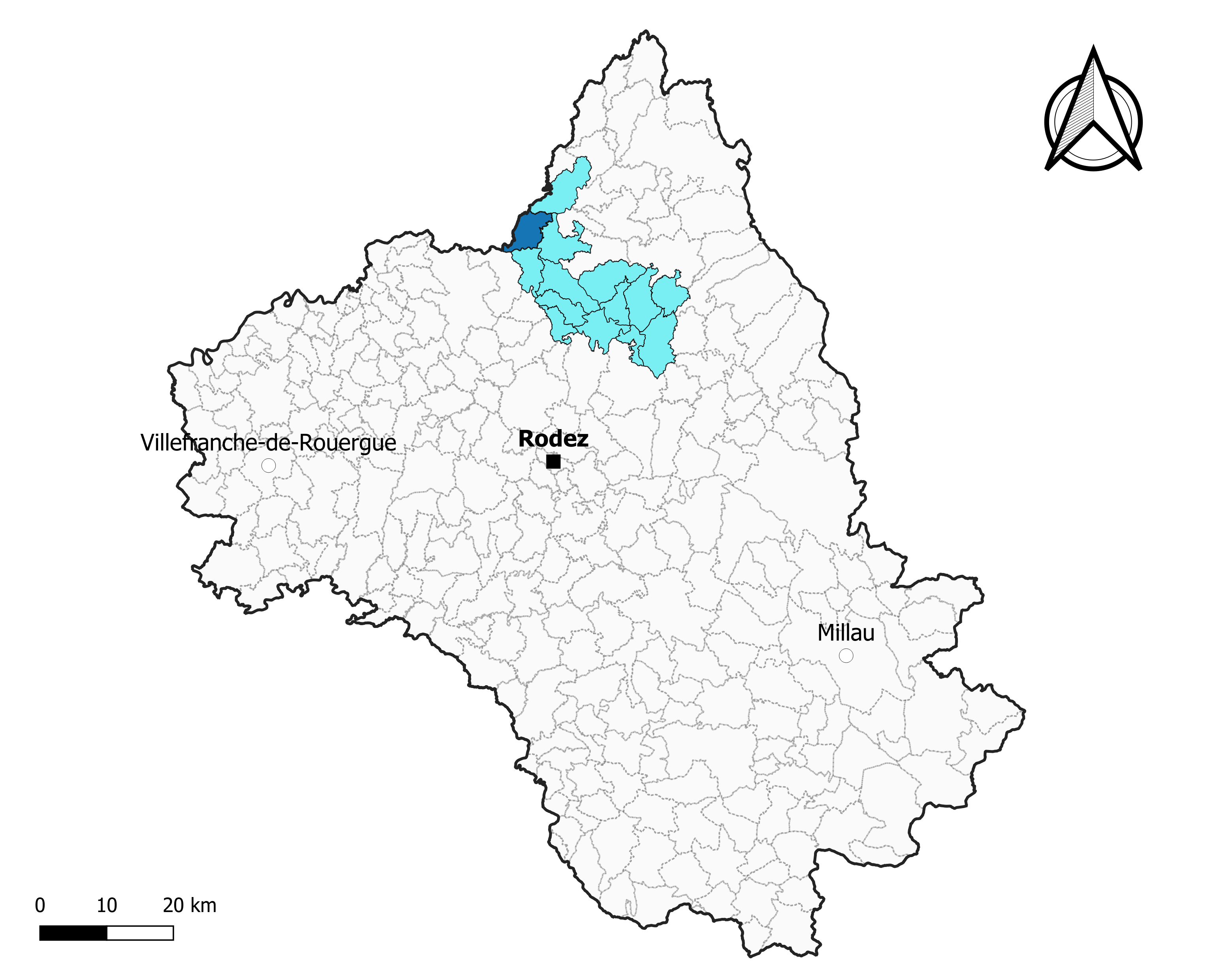
Le Fel dans le canton de Lot et Truyère en 2020.
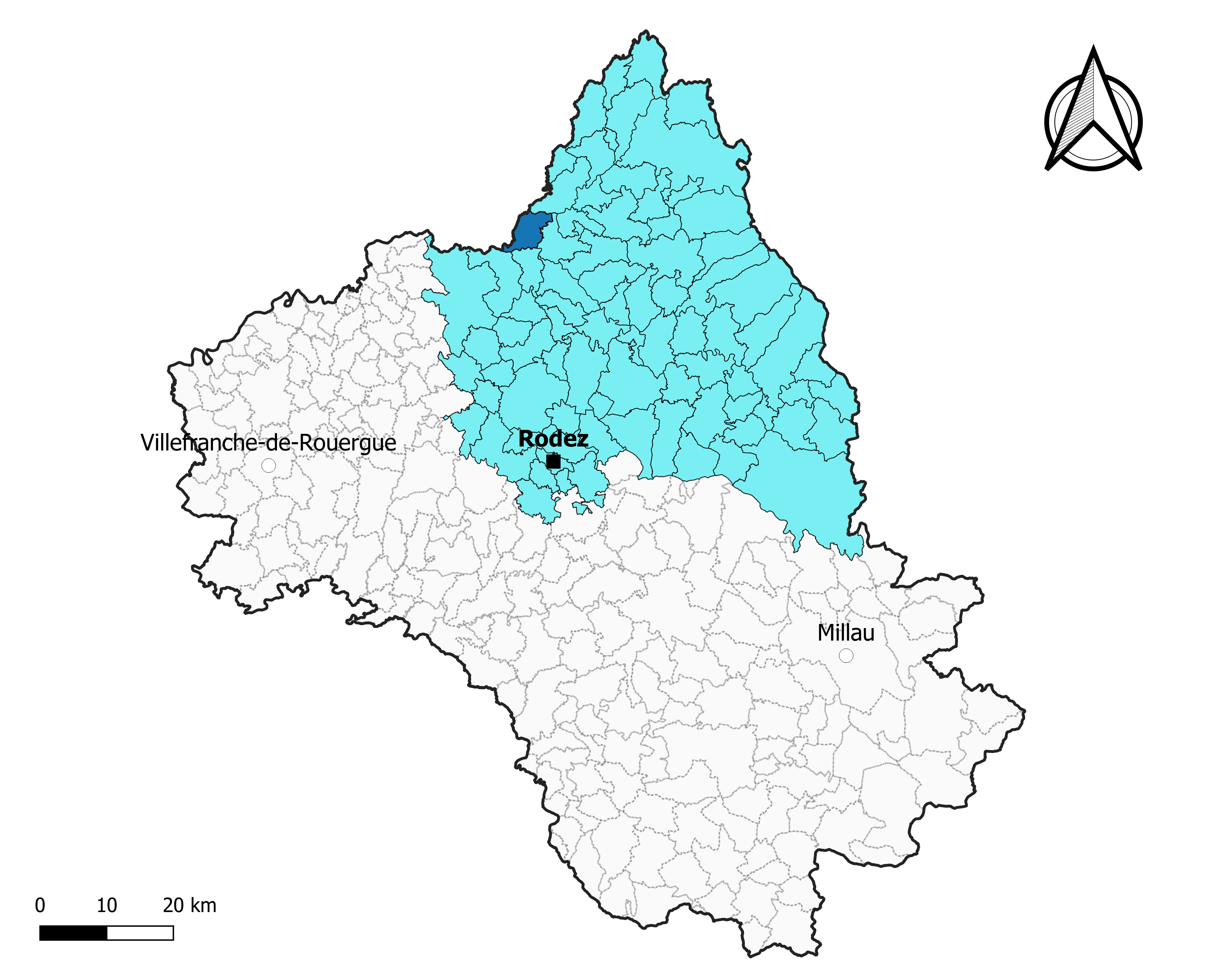
Le Fel dans l'arrondissement de Rodez en 2020.

### Élections municipales et communautaires

#### Élections de 2020
Le conseil municipal du Fel, commune de moins de 1 000 habitants, est élu au scrutin majoritaire plurinominal à deux tours avec candidatures isolées ou groupées et possibilité de panachage. Compte tenu de la population communale, le nombre de sièges à pourvoir lors des élections municipales de 2020 est de 11. La totalité des onze candidats en lice est élue dès le premier tour, le 15 mars 2020, avec un taux de participation de 74,34 %.
Jean-François Albespy, maire sortant, est réélu pour un nouveau mandat le 25 mai 2020.
Dans les communes de moins de 1 000 habitants, les conseillers communautaires sont désignés parmi les conseillers municipaux élus en suivant l’ordre du tableau (maire, adjoints puis conseillers municipaux) et dans la limite du nombre de sièges attribués à la commune au sein du conseil communautaire. Deux sièges sont attribués à la commune au sein de la communauté de communes Comtal Lot et Truyère.

#### Liste des maires
| Période                                  | Période  | Identité               | Étiquette | Qualité                                                         |
| ---------------------------------------- | -------- | ---------------------- | --------- | --------------------------------------------------------------- |
| mars 2001                                | En cours | Jean-François Albespy, |           | Profession intermédiaire administrative de la fonction publique |
| Les données manquantes sont à compléter. |          |                        |           |                                                                 |

## Démographie
L'évolution du nombre d'habitants est connue à travers les recensements de la population effectués dans la commune depuis 1793. Pour les communes de moins de 10 000 habitants, une enquête de recensement portant sur toute la population est réalisée tous les cinq ans, les populations de référence des années intermédiaires étant quant à elles estimées par interpolation ou extrapolation. Pour la commune, le premier recensement exhaustif entrant dans le cadre du nouveau dispositif a été réalisé en 2006.

En 2022, la commune comptait 192 habitants, en évolution de +9,09 % par rapport à 2016 (Aveyron : +0,37 %, France hors Mayotte : +2,11 %).
| 1793  | 1800  | 1851  | 1856  | 1861  | 1866  | 1872  | 1876  | 1881  |
| ----- | ----- | ----- | ----- | ----- | ----- | ----- | ----- | ----- |
| 1 400 | 1 014 | 1 255 | 1 250 | 1 277 | 1 155 | 1 194 | 1 304 | 1 350 |

| 1886  | 1891  | 1896  | 1901  | 1906  | 1911 | 1921 | 1926 | 1931 |
| ----- | ----- | ----- | ----- | ----- | ---- | ---- | ---- | ---- |
| 1 192 | 1 145 | 1 037 | 1 054 | 1 053 | 959  | 820  | 830  | 807  |

| 1936 | 1946 | 1954 | 1962 | 1968 | 1975 | 1982 | 1990 | 1999 |
| ---- | ---- | ---- | ---- | ---- | ---- | ---- | ---- | ---- |
| 738  | 400  | 371  | 337  | 315  | 295  | 219  | 186  | 146  |

| 2006 | 2011 | 2016 | 2021 | 2022 | - | - | - | - |
| ---- | ---- | ---- | ---- | ---- | - | - | - | - |
| 171  | 158  | 176  | 187  | 192  | - | - | - | - |

## Économie

### Revenus
En 2018  (données Insee publiées en septembre 2021), la commune compte 76 ménages fiscaux, regroupant 166 personnes. La médiane du revenu disponible par unité de consommation est de 19 610 € (20 640 € dans le département).

### Emploi
| Division       | 2008  | 2013  | 2018  |
| -------------- | ----- | ----- | ----- |
| Commune        | 2 %   | 2,1 % | 9,9 % |
| Département    | 5,4 % | 7,1 % | 7,1 % |
| France entière | 8,3 % | 10 %  | 10 %  |

En 2018, la population âgée de 15 à 64 ans s'élève à 90 personnes, parmi lesquelles on compte 79,1 % d'actifs (69,2 % ayant un emploi et 9,9 % de chômeurs) et 20,9 % d'inactifs,. En  2018, le taux de chômage communal (au sens du recensement) des 15-64 ans est supérieur à celui du département, mais inférieur à celui de la France, alors qu'il était inférieur à celui du département et de la France en 2008.
La commune est hors attraction des villes,. Elle compte 68 emplois en 2018, contre 65 en 2013 et 58 en 2008. Le nombre d'actifs ayant un emploi résidant dans la commune est de 64, soit un indicateur de concentration d'emploi de 106,4 % et un taux d'activité parmi les 15 ans ou plus de 48,7 %.
Sur ces 64 actifs de 15 ans ou plus ayant un emploi, 38 travaillent dans la commune, soit 59 % des habitants. Pour se rendre au travail, 59,4 % des habitants utilisent un véhicule personnel ou de fonction à quatre roues, 32,9 % s'y rendent en deux-roues, à vélo ou à pied et 7,8 % n'ont pas besoin de transport (travail au domicile).

### Activités hors agriculture

#### Secteurs d'activités
17 établissements sont implantés  au Fel au 31 décembre 2019.
Le secteur du commerce de gros et de détail, des transports, de l'hébergement et de la restauration est prépondérant sur la commune puisqu'il représente 29,4 % du nombre total d'établissements de la commune (5 sur les 17 entreprises implantées  au Le Fel), contre 27,5 % au niveau départemental.

#### Entreprises
Sur le territoire de la commune, au nord du hameau d'Enguialès, se trouve une ancienne mine de tungstène qui fut exploitée entre 1969 et 1979.
Il s’y trouve aussi, au Don du Fel, le Pôle européen pour la céramique contemporaine, fondé en 1977 par Suzy et Nigel Atkins au Don (Cantal) puis déplacé au Fel en 2007.

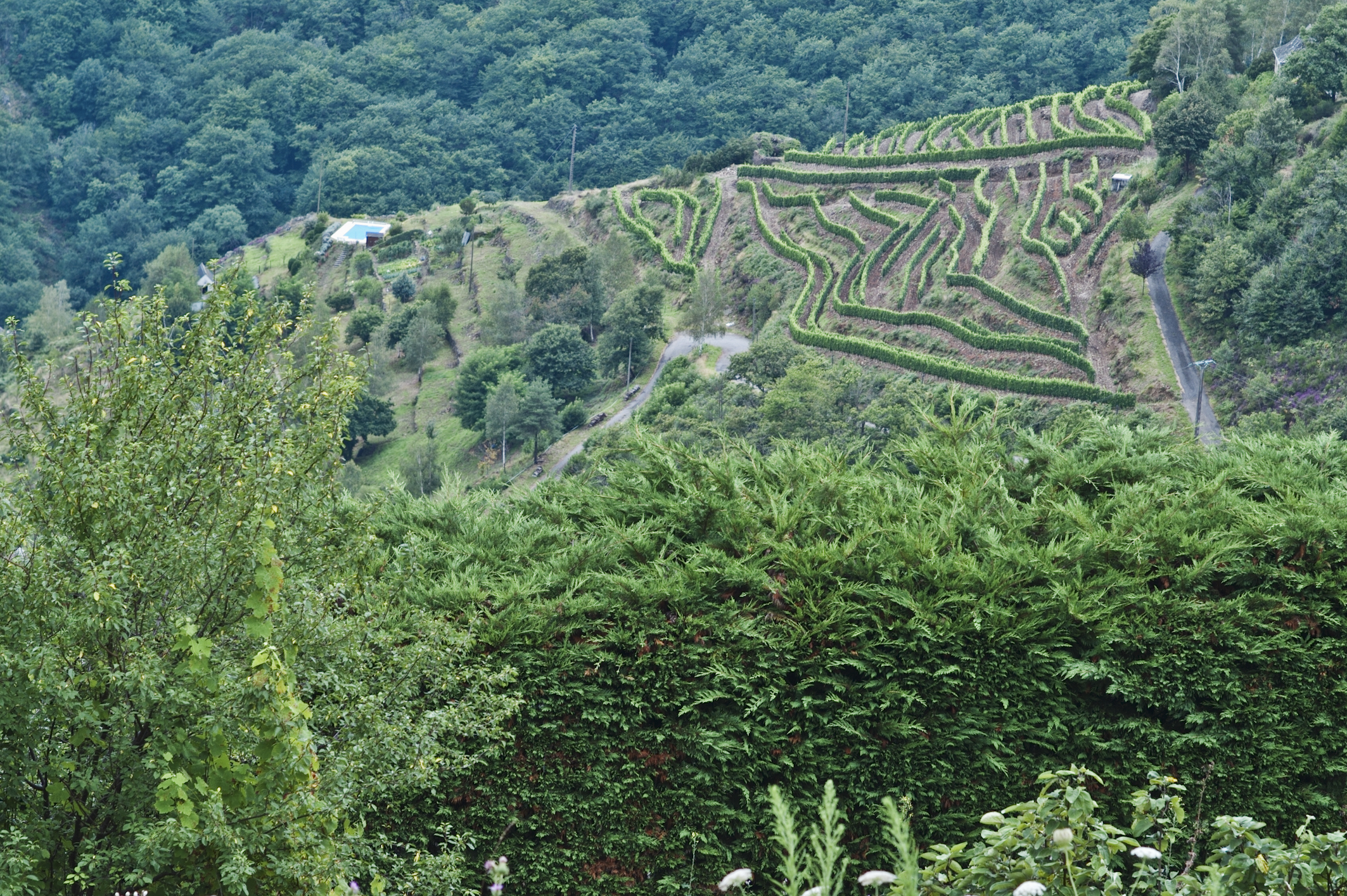
Le Fel et son vignoble AOC

### Agriculture
La commune est dans la « Viadène et vallée du Lot », une petite région agricole occupant le nord-ouest du département de l'Aveyron. En 2020, l'orientation technico-économique de l'agriculture  sur la commune est la polyculture et/ou le polyélevage.
|               | 1988 | 2000 | 2010 | 2020 |
| ------------- | ---- | ---- | ---- | ---- |
| Exploitations | 34   | 23   | 16   | 18   |
| SAU (ha)      | 804  | 895  | 866  | 849  |

Le nombre d'exploitations agricoles en activité et ayant leur siège dans la commune est passé de 34 lors du recensement agricole de 1988  à 23 en 2000 puis à 16 en 2010 et enfin à 18 en 2020, soit une baisse de 47 % en 32 ans. Le même mouvement est observé à l'échelle du département qui a perdu pendant cette période 51 % de ses exploitations,. La surface agricole utilisée sur la commune a quant à elle augmenté, passant de 804 ha en 1988 à 849 ha en 2020. Parallèlement la surface agricole utilisée moyenne par exploitation a augmenté, passant de 24 à 47 ha.

## Culture locale et patrimoine

### Lieux et monuments
- Réserve naturelle régionale des Coteaux du Fel
- Oratoire de Creste (environ 2 km à pied du Fel) symbolisant le passage de la reine Margot.
- Église Saint-Julien de Roussy.
- Chapelle de Crestes.